# Южный полюс

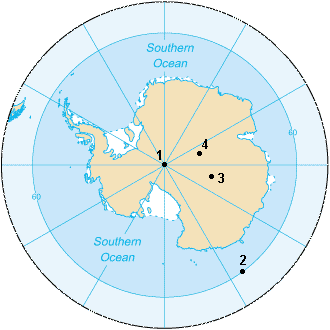
1. Южный полюс
2. Южный магнитный полюс (2007)
3. Южный геомагнитный полюс
4. Южный полюс недоступности

Ю́жный по́люс Земли — точка пересечения оси вращения Земли с её поверхностью в Южном полушарии. Находится в пределах Полярного плато Антарктиды на высоте 2800 м. Южный полюс не следует путать с Южным магнитным полюсом.
Южный полюс диаметрально противоположен Северному полюсу, расположенному в Северном Ледовитом океане. Любая другая точка поверхности Земли находится всегда в северном направлении по отношению к Южному полюсу. Географические координаты Южного полюса 90°00′00″ южной широты. Долготы полюс не имеет, так как является точкой схождения всех меридианов. День, как и ночь, здесь продолжается приблизительно по полгода.
Толщина льда в районе Южного полюса — 2810 метров. Среднегодовая температура воздуха составляет −48,9 °C (максимальная −12,3 °C, минимальная −82,8 °C).
В декабре 1911 Южного полюса достигла норвежская экспедиция под руководством Руаля Амундсена, включавшая также Олафа Бьоланда, Сверре Хасселя, Хельмера Хансена и Оскара Вистинга, в январе 1912 года — английская экспедиция Роберта Скотта. В 1929 году американец Р. Бэрд первым пролетел на самолёте над Южным полюсом. В 1958 году британско-новозеландская экспедиция В. Фукса и Э. Хиллари осуществила первый трансантарктический санно-гусеничный поход от моря Уэддела через Южный полюс к морю Росса.
С 1957 года на Южном полюсе действует научная станция США Амундсен-Скотт, но из-за движения льдов в 2006 году станция находилась примерно в 100 метрах от полюса. Подо льдами Южного полюса работает детектор высокоэнергичных нейтрино IceCube, использующий в качестве мишени и черенковского радиатора 1 кубический километр прозрачного льда на глубине от 1450 до 2460 м.

## Географическое положение
Южный полюс находится на материке Антарктида ближе к Тихоокеанскому побережью в 480 км южнее шельфового ледника Росса.

### Движение полюса
Мгновенная ось вращения Земли перемещается, вследствие чего происходит движение географических полюсов. Полюс движется в направлении суточного вращения Земли вокруг полюса инерции и описывает полодию — неправильную спиралевидную кривую, которая складывается из свободного движения и годового движения. Свободное движение происходит по кривой с периодом 1,2 года. Годовое движение, или свободная нутация, связано с изменением центробежных моментов инерции вследствие перераспределения масс воздуха на поверхности Земли.
Определением движения полюсов занимается Международная служба по наблюдению за движением земных полюсов.

### Отметка полюса

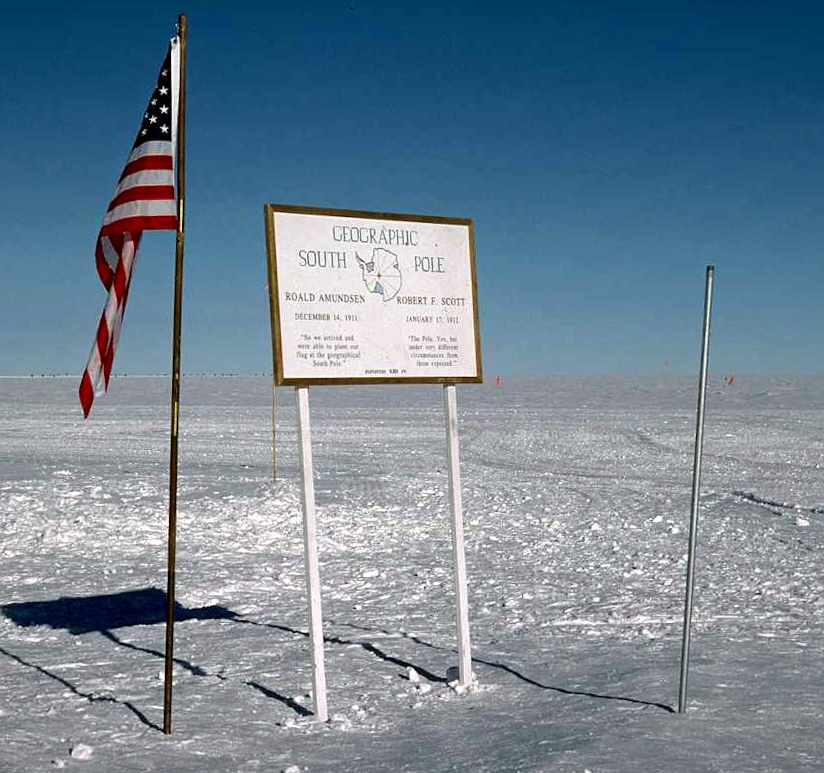
Географический Южный полюс

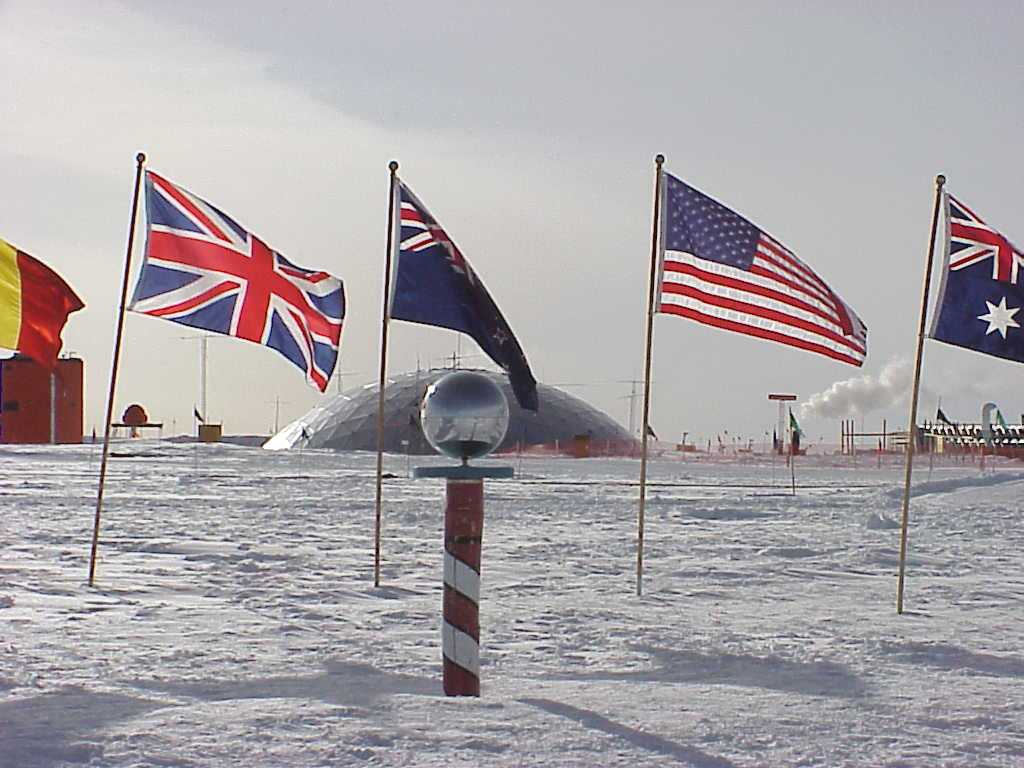
Церемониальный Южный полюс

Географический Южный полюс отмечен небольшим знаком на забитом в лёд шесте, который ежегодно передвигают, чтобы компенсировать движение ледникового покрова. В ходе торжественного мероприятия, проходящего 1 января, устанавливается новый знак Южного полюса, изготовленный полярниками в прошлом году, а старый помещается на станцию. На знаке присутствует надпись «Geographic south pole», NSF, дата и широта установки. На знаке, установленном в 2006 году, была выбита дата, когда Руаль Амундсен и Роберт Ф. Скотт достигли полюса, и небольшие цитаты этих полярников. Рядом установлен флаг Соединённых Штатов.
Поблизости от географического Южного полюса находится так называемый церемониальный Южный полюс — специальная область, отведённая для фотосъёмок Амундсен-Скотт. Он представляет собой зеркальную металлическую сферу, стоящую на подставке, окружённую со всех сторон флагами стран Договора об Антарктике.

## История
Согласно Шестодневу Иоанна, экзарха Болгарского (1263 г.), Южный полюс в древности называли «антарктик», в противоположность Северному полюсу, «арктику», название которого произошло от созвездия Большой Медведицы.

### Открытие

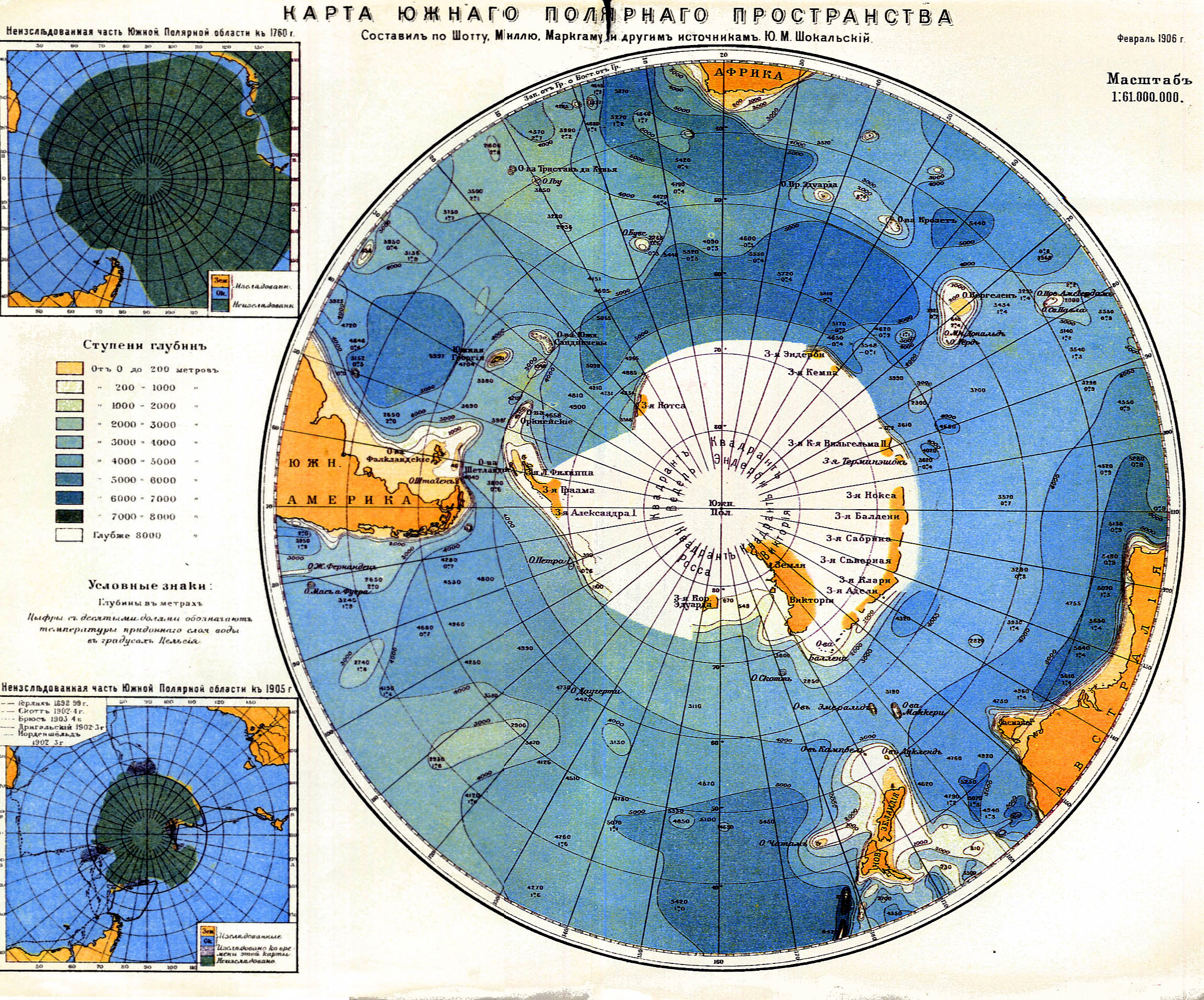
Иллюстрация из энциклопедического словаря Брокгауза и Ефрона

31 марта 1819 года русский мореплаватель (будущий адмирал) И. Ф. Крузенштерн направил письмо морскому министру Российской Империи де Траверсе о необходимости исследования полярных вод. В письме Крузенштерн предложил подготовить две экспедиции — к Северному и к Южному полюсу. В каждую экспедицию планировалось включить по два судна. Особое внимание он уделял экспедиции к Южному полюсу, которая проходила в 1819—1821 годах. Её результатом стало открытие Антарктиды, однако представления об очертаниях и геологии южного материка были весьма туманными до конца XIX века.
В 1839—1843 годах Джеймс Кларк Росс на кораблях «Эребус» и «Террор» предпринял масштабное для своего времени исследование Антарктики, открыв море и величайший шельфовый ледник, названные в его честь. В 1841 году Джеймс Росс открыл антарктические вулканы Эребус и Террор, названные в честь его кораблей. В 1842 году первым из людей Росс пересёк отметку 78° южной широты. Однако новых южнополярных экспедиций Британия не предпринимала в течение 60 лет.

### Покорение полюса
В 1897 году норвежский полярный исследователь Фритьоф Нансен огласил свой план достижения Южного полюса на собачьих упряжках, но реализован он не был.
Норвежский исследователь Карстен Борхгревинк в 1899—1900 годах провёл первую зимовку на земле Антарктиды — на мысе Адэр. После её окончания экспедиционное судно «Южный Крест» пошло на юг, пока не достигло Великого ледяного барьера, обнаруженного Джеймсом Россом во время экспедиции 1839—1843 годов. Борхгревинку удалось найти бухту с выходом на внутреннюю часть барьера, позднее она будет названа Китовой. Высадившись 16 февраля, Борхгревинк, Уильям Колбек и каюр-саами Пер Савио на нартах, запряжённых собаками, поднялись на барьер и прошли 10 миль (16 км) вглубь ледника, достигнув 78° 50' ю. ш. — первый южнополярный рекорд в истории исследований.
Следующим этапом покорения крайнего Юга планеты стала Британская антарктическая экспедиция (1901—1904), организацией которой ещё с 1893 года занимался Клемент Маркэм. Начальник экспедиции — Роберт Скотт. В экспедиции также принимали участие будущие великие исследователи Антарктики — Эрнест Генри Шеклтон, Эдвард Адриан Уилсон. Эти трое 2 ноября 1902 года выступили в первый поход к Южному полюсу. Неподготовленность команды и отсутствие навыков обращения с ездовыми собаками, а также внутренние конфликты, заставили их повернуть обратно, достигнув 30 декабря 82°11' ю. ш. (82°17' по измерениям Скотта), преодолев треть расстояния до Южного полюса за 59 дней. 3 февраля 1903 г. Скотт, Уилсон и Шеклтон вернулись на «Дискавери». Их поход длился 93 суток, за это время они прошли 960 миль (1540 км). Среднесуточный переход равнялся 16 км.
Шеклтон в 1907 году организовал собственную экспедицию, предложив использовать в качестве тягловой силы не ездовых собак, а пони. 29 октября 1908 года Шеклтон вместе с Джейсоном Адамсом, Эриком Маршаллом и Фрэнком Уайлдом, не имевших практики полярных походов, выступил к Южному полюсу. 4 января по первоначальному плану команда должна была достигнуть Южного полюса. Шеклтон был вынужден поставить новую цель: достигнуть хотя бы символической точки в 100 морских миль от полюса (185 км). Однако люди сдавали, и 9 января 1909 года на 88°23′ ю. ш. и 162° в. д. Шеклтон поставил «Юнион Джек», врученный ему перед отплытием королевой. В снегу был захоронен латунный цилиндр с первым отчётом об экспедиции. Полярное плато было им названо в честь короля Эдуарда VII. Шёл 73-й день похода, всем удалось благополучно вернуться.

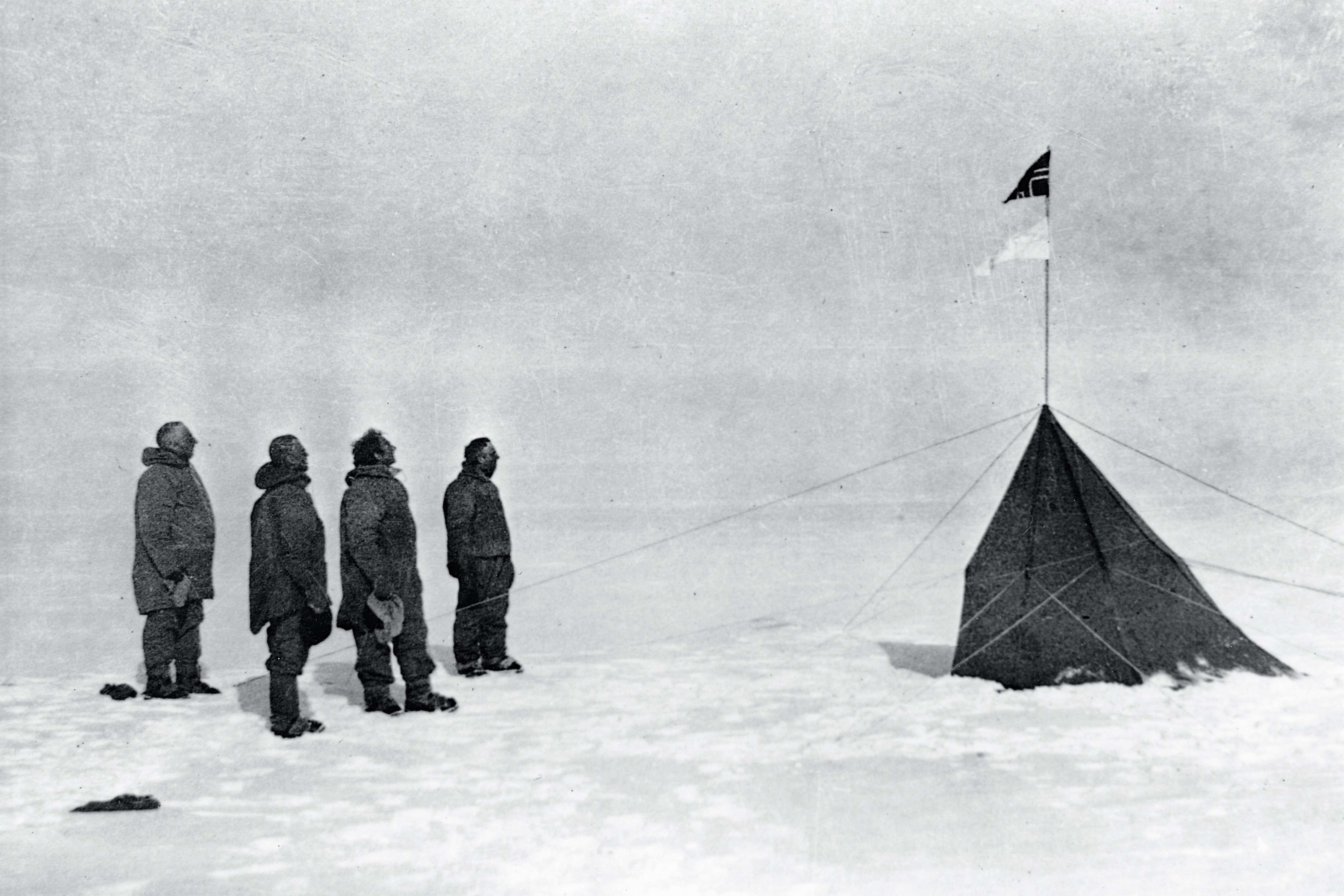
Команда Амундсена на Южном полюсе, 1911 год. Слева направо: Амундсен, Хансен, Хассель и Вистинг (фотография сделана пятым членом команды — Бьоланом).

Роберт Скотт в 1910 году организовал собственную южнополярную экспедицию. Уже после отплытия в Антарктиду стало известно, что британцы вступили в состязание с норвежцами — экспедицией Руаля Амундсена. Обе команды разместились в 650 км друг от друга и использовали принципиально разные методы передвижения — Скотт делал ставку на пони и механические снегоходы, а также личное мужество людей, Амундсен располагал небольшой командой (9 человек) и сотней ездовых собак. Выступив 20 октября 1911 года на четырёх нартах, запряжённых 52 собаками, 14 декабря команда Амундсена (всего 5 человек) впервые в истории достигла Южного полюса, предварительно поднявшись на Полярное плато по чрезвычайно крутому Леднику Акселя Хейберга. 26 января 1912 года команда Амундсена в полном составе вернулась на базу, собак осталось всего 11.
Команда Скотта из-за падежа лошадей и выхода из строя автотранспорта вынуждена была рассчитывать только на собственные силы, несмотря на то, что Скотт пользовался трассой, разведанной Шеклтоном. 17 января 1912 года команда Скотта из 5 человек достигла Южного полюса, причём все люди демонстрировали признаки опасного изнурения. Вся британская полюсная команда погибла на обратном пути. Вновь на полюсе люди появились после этого в 1956 году.

### Международный геофизический год

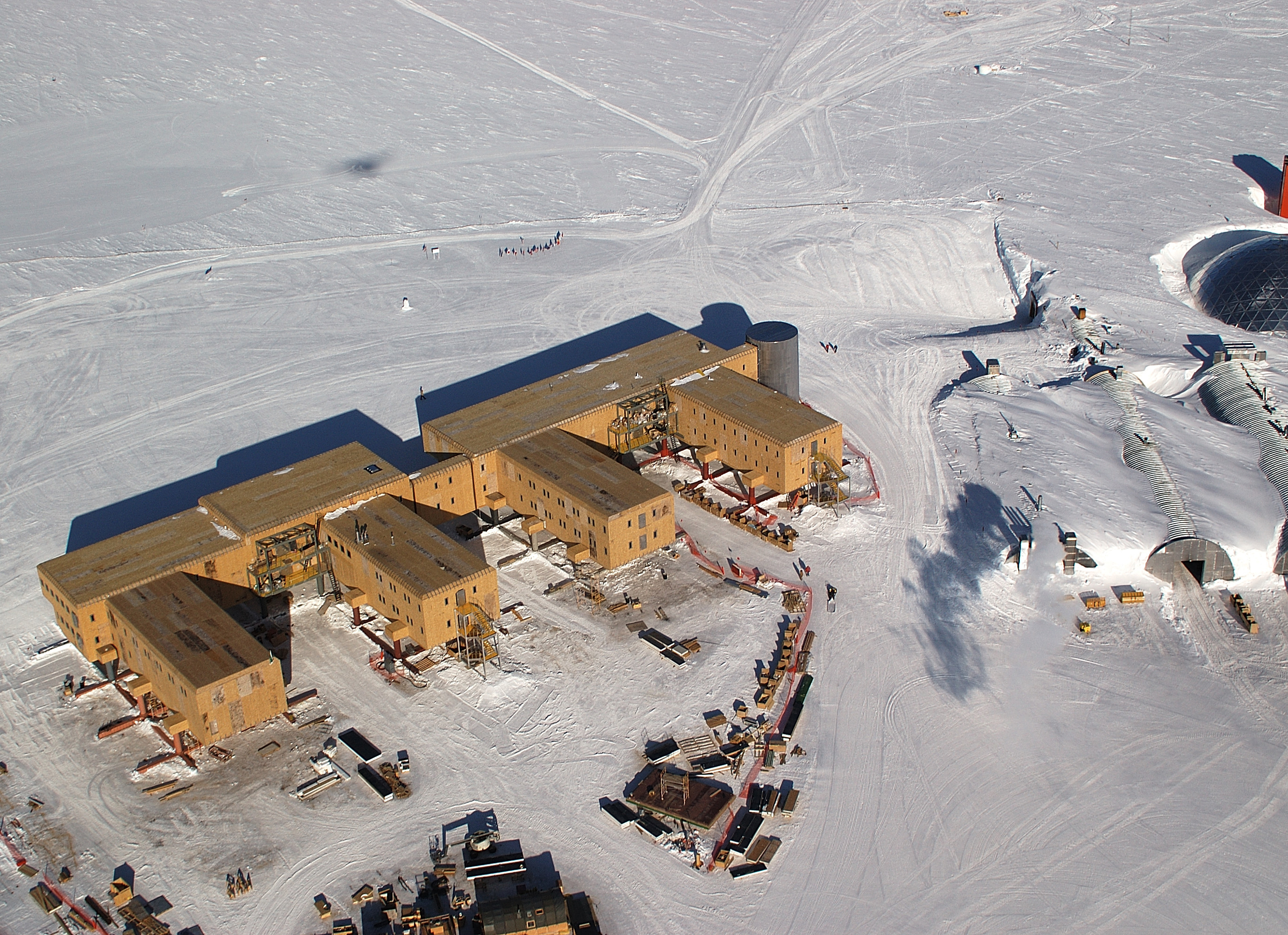
Станция Амундсен-Скотт с высоты птичьего полёта

Воздушным путём Южный полюс впервые был достигнут 29 ноября 1928 года капитаном армии США Ричардом Ивлином Бэрдом на самолёте, но он не делал посадки. В 1947 году Бэрд осуществил ещё один полёт над полюсом, а 8 января 1956 года американский самолёт произвёл посадку около полюса. Во время международного геофизического года американцы под началом адмирала Джорджа Дюфека основали базу «Амундсен-Скотт» (31 октября 1956 года), все строительные материалы и необходимые для зимовки припасы доставлялись воздушным путём.
По суше Южный полюс был достигнут в ходе деятельности Экспедиции Британского содружества. Изначально она вообще не должна была достигать полюса, но её новозеландский участник Эдмунд Хиллари — известный спортсмен — самовольно отправился к Южному полюсу и достиг его 4 января 1958 года. 19 января к нему присоединился начальник экспедиции — Вивиан Фукс, но далее он продолжил свой путь и вышел к началу марта к Морю Росса, завершив за 99 дней первое пересечение Антарктического материка по суше.
В октябре 1958 года на самолёте Ил-12 трансконтинентальный полёт совершил советский лётчик В. М. Перов. Полёт проходил по маршруту станция Мирный — станция Советская — Южный полюс — станция Мак-Мердо. 4-я Антарктическая экспедиция под руководством Дралкина А. Г. осуществила санно-тракторный поход по маршруту станция Комсомольская — станция Восток — Южный полюс и достигла полюса 26 декабря 1959 года. Вездеходный поход по маршруту станция Мак-Мердо — Южный полюс в 1961 году совершили американские учёные под руководством А. Крэри.

### Дальнейшее присутствие
Южный полюс был достигнут 4 декабря 1980 года в ходе Трансглобальной экспедиции сэром Ранульфом Файнсом. 11 декабря 1989 года Южного полюса достигли участники Трансантарктической экспедиции, которая за 221 день на собачьих упряжках пересекла весь материк в самом широком его месте без использования механического транспорта. СССР в команде представлял Виктор Боярский.
30 декабря 1989 года Южного полюса достигли Арвид Фукс и Рейнольд Мейснер, которые пересекли Антарктиду без использования собак или механического транспорта — им помогала только мускульная сила и иногда паруса.

## Климат
Во время зимы в южном полушарии (23 марта — 23 сентября) Южный полюс вообще не получает солнечного света. С мая по июль, между длинными периодами сумерек, на полюсе царит полная темнота, если не считать лунного света и полярных сияний. Летом (23 сентября — 23 марта) солнце всё время находится над горизонтом, двигаясь против часовой стрелки. Однако оно никогда не поднимается высоко, достигая максимальной высоты над горизонтом в 23,5° 22 декабря. Бо́льшая часть солнечного света, которому удалось достичь поверхности Земли, отражается белым снегом. Отсутствие тепла в сочетании с высотой местности над уровнем моря (около 2800 м) делает Южный полюс одним из самых холодных и климатически жёстких мест на планете, хотя рекордный температурный минимум зафиксирован не на самом полюсе, а в точке вблизи российской станции «Восток», которая также расположена в Антарктиде, но выше над уровнем моря. Климат на Южном полюсе в целом значительно холоднее климата Северного полюса, в основном благодаря тому факту, что Южный полюс расположен на возвышении и удалён от морского побережья, в то время как Северный полюс — на уровне моря и со всех сторон окружён океаном, который выступает в качестве теплового резервуара.
В середине лета (точнее, в конце декабря) солнце достигает максимальной высоты в 23,5°, температура в январе достигает −25,9 °C. Зимой средняя температура колеблется на отметке −58 °C. Самая высокая температура (−12,3 °C) была зафиксирована на станции Амундсен-Скотт 25 декабря 2011, а самая низкая — 23 июня 1982 года (−82,8 °C) (самая низкая температура на Земле была зафиксирована 21 июля 1983 на станции «Восток»: −89,2 °C).

## День и ночь
Без учёта рефракции полярный день длится 179 суток с 21 сентября по 23 марта.
Ночь — 178 суток, из которых в течение 15—16 суток до восхода и после заката наблюдается белая ночь. При этом день и ночь сменяются только за счёт вращения Земли вокруг Солнца, а не вокруг своей оси. В течение суток Солнце ходит по небосводу горизонтальными кругами, точнее, по пологой спирали. Выйдя из-за горизонта, Солнце в течение чуть более 3 месяцев (до летнего солнцестояния) поднимается, в момент солнцестояния достигает наибольшей высоты (продолжая горизонтально кружить по небу), затем в течение ещё чуть более 3 месяцев опускается, пока не уйдёт под горизонт. Из-за вариаций атмосферной рефракции при восходе или заходе Солнца на полюсе в ясную погоду можно наблюдать одну-две «попытки». Притом из-за рефракции и собственного диаметра Солнца, который равен примерно 32′, в течение нескольких суток Солнце видно с обоих полюсов.
Смена дня и ночи на Южном полюсе в течение года:
- 14 мая — 30 июля — полная полярная ночь, в течение которой нельзя зафиксировать или увидеть малейшее количество солнечного света, склонение Солнца больше +19°
- 31 июля — 18 августа — астрономические сумерки (не видны самые слабые звёзды, склонение Солнца +18° ~ +13°)
- 19 августа — 6 сентября — навигационные сумерки (можно различить горизонт, склонение Солнца +12,5° ~ +6,5°)
- 7—21 сентября — гражданские сумерки (белые ночи, видны самые крупные звёзды, склонение Солнца +6° ~ -0,5°)
- 21 сентября — 23 марта — полярный день, склонение Солнца меньше -0,5°
- 24 марта — 8 апреля — гражданские сумерки (при полном отсутствии облачности можно читать и писать, работать без искусственного освещения, склонение Солнца +0,5° ~ +7°)
- 9 апреля — 24 апреля — навигационные сумерки (видны звёзды средней величины, можно отличить небо от земли, склонение Солнца +7,5° ~ +12,5°)
- 25 апреля — 13 мая — астрономические сумерки (солнечный свет не даёт увидеть самые слабые звёзды, склонение Солнца +13° ~ +18°).

### Часовой пояс
На Южном полюсе как в точке, где сходятся все меридианы, часовой пояс формально не может быть определён. Тем не менее на научной станции Амундсен-Скотт используется часовой пояс Новой Зеландии — UTC+12:00. Любопытно, что Южный полюс присутствует в списке городов при настройке часового пояса в операционной системе Android (здесь также используется новозеландское время).

## Проводимые исследования
Уникальное расположение Южного полюса, его фиксированное положение при вращении Земли, позволяет проводить длительные непрерывные астрономические наблюдения. В частности, наблюдения за Солнцем продолжительностью более 100 часов. В 2007 году около Южного полюса был построен радиотелескоп высотой 22,8 м, диаметром 10 метров и весом 254 тонны.

## Астрономические особенности
- Максимальная высота Солнца над горизонтом на Южном полюсе не превышает склонения Солнца в день летнего солнцестояния: ≈23°26′,что чуть более четверти зенита. Это относительно немного, примерно на такой высоте Солнце находится на широте Москвы в полдень 21 февраля или 21 октября[22].
- Видимое движение Луны по небосводу на полюсе напоминает таковое для Солнца с той разницей, что полный цикл занимает не год, а тропический месяц (приблизительно 27,32 суток). Луна выходит из-под горизонта, в течение недели по пологой спиральной траектории поднимается до высшей точки, в течение следующей недели опускается, а затем почти две недели находится под горизонтом. Наибольшая возможная высота Луны над горизонтом на полюсе равна 28°43′.
- Небесный экватор на Южном полюсе совпадает с линией горизонта. Все звёзды к югу от небесного экватора не заходят, а все северные — не восходят, так как нет изменений высоты звёзд над горизонтом. В надире находится Полярная звезда (а точнее — Северный полюс мира), в зените — Южный полюс мира. Высота звёзд над горизонтом постоянна и численно равна их склонению (если пренебречь рефракцией). То же самое, - за исключением постоянства, - относится и к высоте Солнца, Луны и планет, - их высота над горизонтом численно равна величине их склонения в данный момент времени.